# Армашова Ганна Федорівна
Ганна Федорівна Армашова (3 лютого 1910, с. Мар'янівка — 9 серпня 1981, Кривий Ріг) — будівельник, Герой Соціалістичної Праці.
Почала працювати в рідному селі, пізніше, у 1931 році за комсомольською путівкою поїхала на будівництво Криворізького металургійного комбінату. Там працювала вантажницею, мотористкою, бетонницею, бригадиром. Працювала на об'єкті понад 34 роки. У 1960 році отримала звання Героя Соціалістичної Праці. З 1965 року – почесний пенсіонер союзного значення. Залишилась проживати у м. Кривий Ріг, де померла 9 серпня 1981 року.